# Julius Rudolph von Klingsporn
Julius Rudolph von Klingsporn († nach 1794) war ein preußischer Oberst und Regimentskommandeur.

## Leben

### Herkunft
Julius Rudolph von Klingsporn entstammte dem preußischen Haus Groß- und Klein Blaustein der Adelsfamilie Klingsporn. Er war ein Enkel des kurbrandenburgischen Obersten und Regimentskommandeurs Johann von Klingsporn (* 1605; † 1685).

### Militärlaufbahn
Er trat 1750 in das Kanitzsche Regiment ein und avancierte im Juli 1754 zum Fähnrich. Im Regiment nahm er am Siebenjährigen Krieg teil, stieg 1763 zum Premierleutnant auf und rückte als solcher in die Garnison zu Königsberg ein. Im April 1770 wurde er zum Kapitän und im April 1776 zum Major befördert. 1780 übernahm er das Hacksche Grenadierbataillon und avancierte am 24. Mai 1785 zum Oberstleutnant. Oberst Herzog Holstein-Beck übernahm am 30. Dezember 1786 das Grenadierbataillon „von Klingspor“ Nr. 4, während Klingsporn schließlich zum Oberst und Kommandeur des Füselierregiments v. Götzen in Glatz berufen wurde. In dieser Stellung blieb er bis zum Jahr 1794. Sein Nachfolger als Regimentschef des Infanterieregiments Nr. 33 wurde noch 1794 Generalmajor Theodor Philipp von Pfau.